# Vita Hästen
För andra betydelser, se Vita Hästen (olika betydelser).

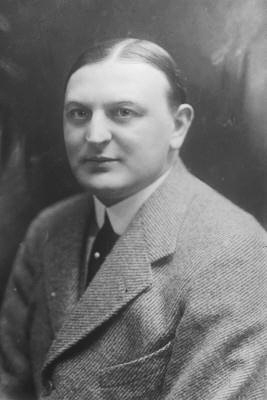
Ralph Benatzky.

Vita hästen (tyska: Im weißen Rößl), även kallad Värdshuset Vita Hästen, är en österrikisk operett i tre akter från 1930 med musik av Ralph Benatzky. Librettot skrevs av Benatzky i samarbete med Erik Charell och Hans Müller-Einigen. Sångtexterna skrevs av Robert Gilbert och musikaliska inlagor gjordes av Robert Stolz, Bruno Granichstaedten och Robert Gilbert. Som förlaga användes ett gammalt lustspel av Oscar Blumenthal och Gustav Kadelburg, som de skrev 1896 under en vistelse i Bad Ischl.
Operetten hade urpremiär på Großes Schauspielhaus i Berlin den 8 november 1930 med Max Hansen som Leopold och Camilla Spira som Josepha. Handlingen utspelas på "Hotel Weißes Rössl" i Sankt Wolfgang im Salzkammergut i Österrike där kyparen Leopold är hemligt förälskad i värdshusvärdinnan Josepha. Operetten fick snart franska och engelska versioner. En Londonproduktion 1931 gick 651 gånger i följd och en uppsättning på Broadway 1936 gick 233 gånger. Operetten var förbjuden i Tyskland under nazitiden då flera av upphovsmännen var av judisk härkomst. Den har filmatiserats sex gånger.
Som med musikalen Sound of Music och de tre filmerna om Sissi har operetten och filmerna bidragit till den sockersöta bilden av Österrike som en alpidyll, som turister har sökt efter i snart ett sekel. Idag är Värdshuset Vita Hästen mest ihågkommen för sina sånger, varav de flesta har blivit populära klassiker.

## Originalpjäsen
1896 befann sig teaterdirektören Oscar Blumenthal på semester i Lauffen (numera en del av Bad Ischl), en liten stad nära Sankt Wolfgang. På det värdshus han bodde råkade han bevittna överkyparens plågsamma uppvaktning av sin kvinnliga arbetsgivare. Blumenthal roades av historien och använde den som basis för en komedi utan musik, som han skrev tillsammans med skådespelaren Gustav Kadelburg. Blumenthal och Kadelburg ändrade miljön från Lauffen till det mer prominenta Sankt Wolfgang, där värdshuset "Weißes Rößl" hade funnits sedan 1878. Pjäsen hade premiär i Berlin 1897 och blev en omedelbar succé.
Publiken i Berlin skrattade åt det komiska porträttet av nyrika uppkomlingar som Wilhelm Giesecke, en fabrikör av underkläder, och hans dotter Ottilie. De har farit hela vägen från Berlin till Sankt Wolfgang för att semestra och kan inte dölja sin nyrikedom. "Wär' ick bloß nach Ahlbeck jefahren"—"Om jag ändå hade åkt till Ahlbeck", suckar Giesecke då han betraktar de obekanta omgivningarna och den konstiga dialekt som talas av byborna i Salzkammergut. Samtidigt främjade pjäsen turismen i Österrike, särskilt i och omkring Sankt Wolfgang, med en samtida utgåva av resehandboken Baedeker vilken prisade regionens vackra natur och beskrev värdshuset som trevligt belägen vid stranden där en hjulångare kunde hyras för romantiska turer på Wolfgangsee.

## Operettens tillkomst

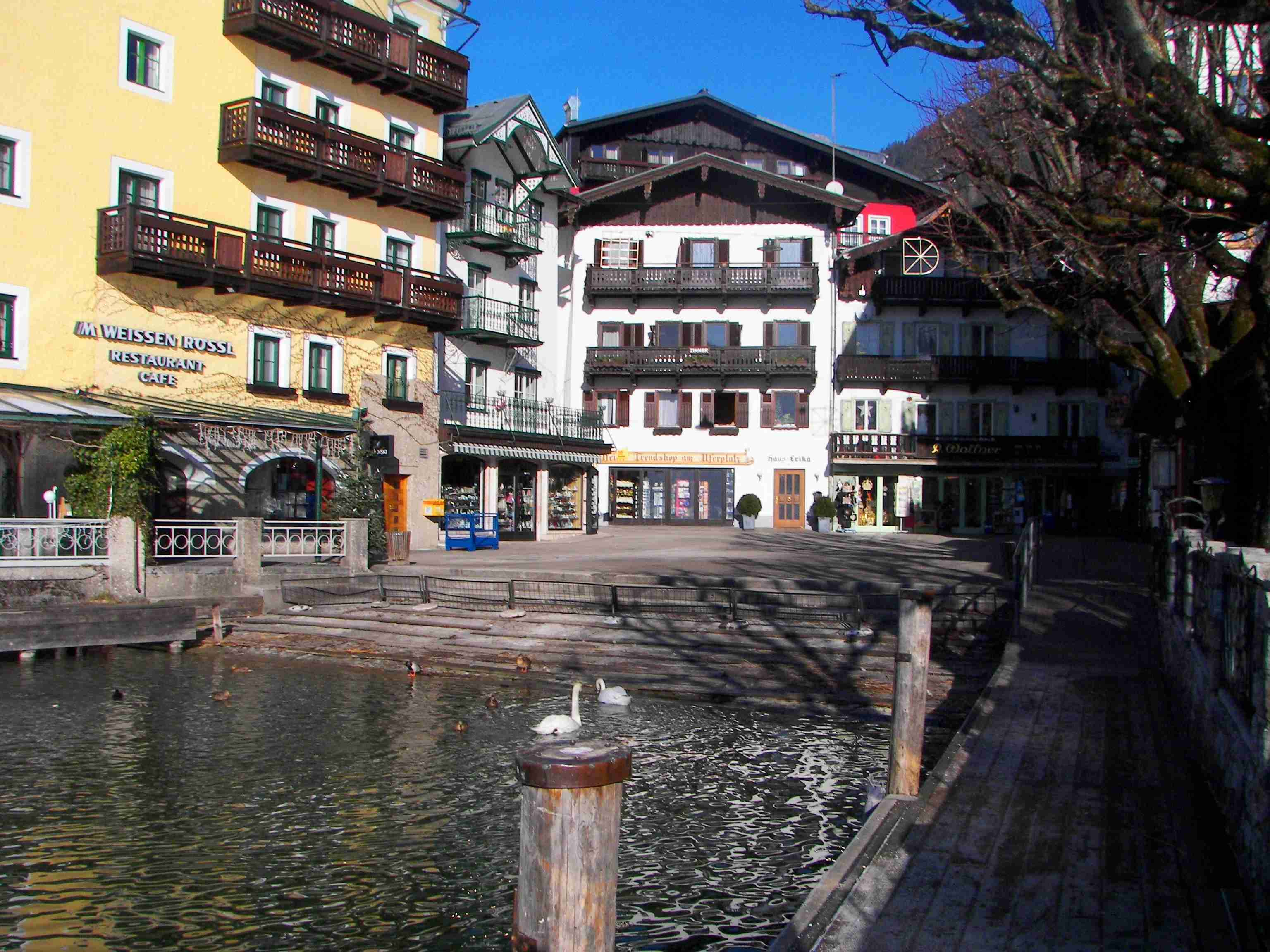
Hotell "Weißes Rößl" idag.

I maj 1930 befann sig teaterregissören Erik Charell, skådespelaren Emil Jannings och dennes hustru på värdshuset "Weißes Rößl". När maten skulle beställas utspann sig en märklig dialog mellan Jannings och överkyparen, "Obern" på stället. Det talades dialekt och det handlade om grön ål. Fru Jannings brast i skratt och förklarade för den undrande Charell att det här var, ord för ord, en scen ur pjäsen "Vita Hästen", ett gammalt lustspel där Jannings en gång haft stor framgång som den koleriske berlinfabrikören Giesecke. Charell blev intresserad och när i nästa ögonblick en vit hjulångare påpassligt gled förbi ute på sjön, fick han en idé: den där gamla pjäsen och hela den här idylliska miljön - vore inte det någonting att göra en operett av? Redan nästa dag hade Charell lyckats komma över ett pjäsexemplar av det gamla lustspelet och två dagar senare var han i Berlin.
Valet av kompositör var inte svårt. Ralph Benatzky hade just den stora succén med De tre musketörerna bakom sig, och dessutom var han wienare. Ingen skulle bättre än han kunna fånga den äkta österrikiska tonen i stycket. Snart var projektet i full gång. Själv slog sig Charell ihop med pjäsförfattaren Hans Müller-Einigen för att stuva om den gamla pjäsen. Nya rollfigurer infördes i handlingen, en rad nyskrivna scener kom till, men mycket av det gamla lustspelets ingredienser fanns kvar. Den viktigaste ändringen som Müller-Einigen gjorde var att införa kejsaren i finalen till akt II.
Det krävdes mycket musik och tiden var knapp. Urpremiären skulle nämligen äga rum redan på senhösten 1930. Till Benatzkys stora förtret bestämde Charell att ta hjälp av andra kompositörer. Robert Stolz svarade för två av styckets melodier: foxtroten Die ganze Welt ist himmelblau och valsen Mein Liebeslied muß ein Walzer sein (Stolz sålde melodiernas upphovsrätt till Charell och skulle senare förgäves försöka få del av de pengar som operetten spelade in). Robert Gilbert, som skrev samtliga sångtexter, gjorde musiken till Sigismunds kuplett Was kann der Sigismund dafür, dass er so schön ist. Bruno Granichstaedten bidrog med Zuschaun kann i net. Eduard Künneke instrumenterade musiken och skrev körens nummer. Künnekes bidrag har först på senare tid uppmärksammats.
Urpremiären på Großes Schauspielhaus i Berlin gick av stapeln den 8 november 1930 och blev en strålande succé för Charell, Benatzky och alla andra inblandade. En stor personlig framgång kunde Max Hansen notera i rollen som överkyparen Leopold. Han hade i själva verket här fått sitt livs roll, som han med åren kom att spela inte mindre än 3000 gånger.
Max Hansen hade spelat rollen som Leopold tidigare, redan år 1926, men då i en stumfilmsversion av pjäsen "Vita hästen", med Liane Haid som Josefa och i regi av Richard Oswald.

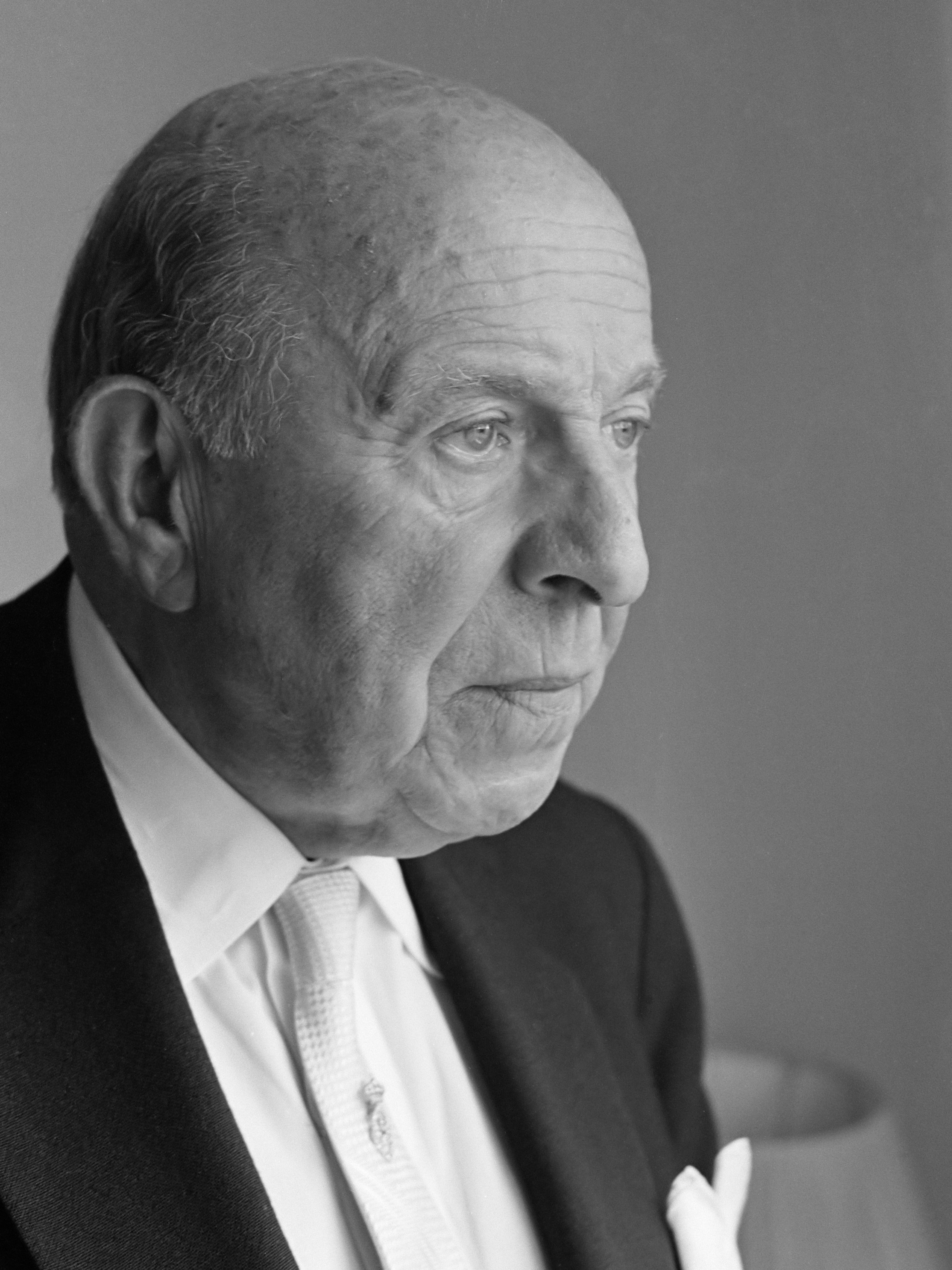
Robert Stolz (1961).

## Operetten i Sverige

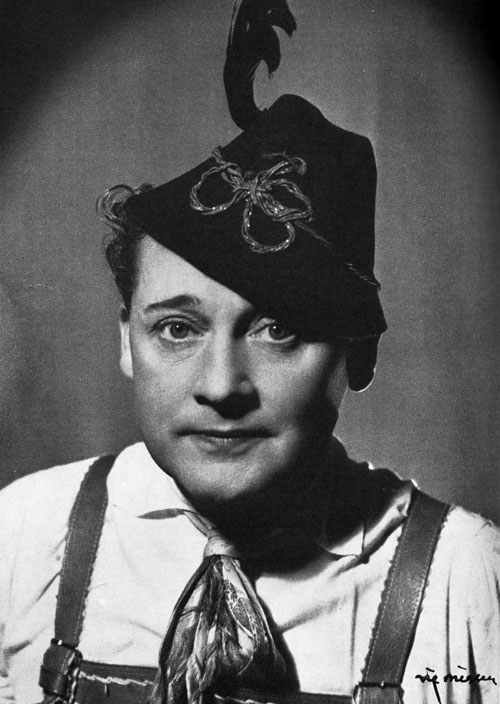
Max Hansen som Leopold i Vita Hästen på Oscarsteatern.

Sverigepremiär blev det på Hippodromen i Malmö 1931. Sedan gick den på Vasateatern 1932 med Gösta Ekman som Leopold, men utan framgång. Ekman var inte i form och sånguppgifterna hade överlag anförtrotts idel talartister.
På Oscarsteatern fick en påbörjad uppsättning med Ernst Rolf i huvudrollen läggas ned på grund av Kreugerkraschen. Oscarsteatern gjorde ett nytt försök 1935 med gästspel av Max Hansen i huvudrollen och som regissör. Därmed fick Vita Hästen sitt svenska genombrott och till succén bidrog en fyndig svensk manusbearbetning av Kar de Mumma. Fabrikschefen Giesecke hade Kar de Mumma gjort om till fabrikör Fritjof Blomkvist som spelades av Thor Modéen och Josepha Vogelhuber spelades av Margit Rosengren. Leopold blev för övrigt en paradroll för Max Hansen, som spelade den 3000 gånger under sin karriär. Oscarsteatern gav ytterligare uppsättningar 1948 även då med Max Hansen och 1976 då Jackie Söderman regisserade med det komiska paret Stig Grybe och Inga Gill i huvudrollerna. Max Hansen återkom 1950 i en föreställning på Malmö stadsteater.
Därefter har Nils Poppe spelat Leopold tre gånger: på Fredriksdalsteatern i Helsingborg 1971 och 1986 och i en uppsättning på Malmö stadsteater 1977. Den har även satts upp på Säffleoperan med Thore Skogman i huvudrollen och på Nöjesteatern i Malmö, där Jan Malmsjö firade triumfer i kyparrollen. En krogversion gjordes på Trädgårn i Göteborg med Peter Harryson, Inga Gill och Kim Anderzon i huvudrollerna och den har gått som sommarteater 2010 på Gunnebo slott i Mölndal med Claes Malmberg, Charlotta Huldt-Ramberg, Ola Forssmed, Stefan Ljungqvist och Eva-Lotta Ohlsson i rollerna.

## Roller
| Roller                                              | Röststämma | Premiärbesättning 8 november 1930 (Dirigent:) |
| --------------------------------------------------- | ---------- | --------------------------------------------- |
| Dr. Otto Siedler, advokat                           | tenor      | Otto Wallburg                                 |
| Josepha Vogelhuber, värdshusvärdinna                | sopran     | Camilla Spira                                 |
| Kejsare Frans Josef I av Österrike                  | baryton    | Paul Hörbiger                                 |
| Wilhelm Giesecke, fabrikör från Berlin              | talroll    | Walter Jankuhn                                |
| Ottilie Giesecke, hans dotter                       | sopran     | Trude Lieske                                  |
| Sigismund Sülzheimer, son till Gieseckes konkurrent | bas        | Siegfried Arno                                |
| Professor Dr. Hinzelmann, turist                    | baryton    |                                               |
| Klärchen Hinzelmann, hans dotter                    | sopran     |                                               |
| Leopold Brandmeyer, kypare                          | tenor      | Max Hansen                                    |
| Gustl, piccolo                                      | talroll    | Manasse Herbst                                |

## Handling

### Akt I
Värdshuset Vita Hästens charmerande värdinna Josepha håller ordning på värdshuset och på sina beundrare. Överkyparen Leopold hoppas på att kunna göra lycka med sången "Es muss was Wunderbares sein, von dir geliebt zu werden". Men Josepha låter honom förstå att han gör sig bäst som kypare. Advokat Otto Siedler från Berlin, som varje år vilar ut på värdshuset, har däremot helt och hållet lyckats snärja den självmedvetna värdinnan. Men i år ser det ut att bli mindre trevligt för den gode Siedler, ty bland gästerna upptäcker han trikåfabrikanten Giesecke. Alltsedan Siedler lyckades ordna att denne förlorade en process mot sin argaste konkurrent, har de båda inte varit goda vänner. Men Gieseckes dotter Ottilie bekymrar sig föga om affärer och juridik, och blir, trots faderns ivriga ansträngningar att förhindra det, god vän med advokaten.

### Akt II
Giesecke sitter och lyssnar till hur Josepha sjunger om sitt hemland ("Im Salzkammergut, da kann man gut lustig sein"). Han undrar om det inte är lika bra i Berlin, men de olika ländernas fördelar blir av ringa betydelse, då Sigismund Sülzheimer, hans hatade konkurrent, visar sig tillsammans med en del andra nya gäster. Sülzheimer väcker uppmärksamhet på grund av sitt flotta utseende, men "Kan lille Sigismund rå för att han är vacker?". Det är Sigismunds far som skickat honom till värdshuset. En ny process håller på att förberedas med Giesecke och den gamle Sülzheimer menar att ett giftermål mellan Sigismund och Ottilie är den enda möjliga vägen till fred och försoning. Siedler, som känner till planen, röjer den för Giesecke och lovar att göra sitt för att giftermålet verkligen skall komma till stånd, något som trikåfabrikanten är mycket begeistrad över. Han förstår nämligen inte att Siedler självt tänkt att erövra Ottilie. Så när den unge Sülzheimer blir förälskad, är det inte i Gieseckes dotter, utan i den ovanligt vackra Klärchen. Hon läspar visserligen men det har man ju lov att göra när man är så vacker. Som en höjdpunkt på den händelserika dagen kommer kejsare Frans Josef på besök och tar in på värdshuset. Det blir stor fest, och i den allmänna feststämningen börjar Leopold prata om sin olyckliga kärlek till Josepha, som ännu är smått förälskad i Siedler. Hon ber kyparen att vara tyst.

### Akt III
Den gemytliga monarken kommer snabbt på förtrolig fot med värdinnan. Som den erfarne landsfader han är framhåller han för henne att var och en bör följa sin egen natur och att Josepha absolut inte passar att bli stadsmänniska som Siedler. Så slutar det hela också på bästa sätt. Sigismund får sin Klärchen, Siedler sin Ottilie, Josepha ger äntligen sitt ja till den överlycklige Leopold, och de båda konkurrenterna blir de allra bästa vänner.

## Bekanta musiknummer
- Im weißen Rößl am Wolfgangsee (Ralph Benatzky)
- Was kann der Sigismund dafür, daß er so schön ist? (Robert Gilbert)
- Im Salzkammergut, da kann man gut lustig sein (Ralph Benatzky)
- Es muß was Wunderbares sein (Ralph Benatzky)
- Mein Liebeslied muß ein Walzer sein (Robert Stolz)
- Die ganze Welt ist himmelblau (Robert Stolz)
- ’s ist einmal im Leben so (Ralph Benatzky)
- Zuschau’n kann i net (Bruno Granichstaedten)
- Und als der Herrgott Mai gemacht (Ralph Benatzky)